# Groupe abélien de type fini
En mathématiques, un groupe abélien de type fini est un groupe abélien qui possède une partie génératrice finie. Autrement dit : c'est un module de type fini sur l'anneau Z des entiers relatifs. Par conséquent, les produits finis, les quotients, mais aussi les sous-groupes des groupes abéliens de type fini sont eux-mêmes de type fini. Un théorème de structure des groupes abéliens de type fini permet d'expliciter la liste complète de ces groupes à isomorphisme près ; il montre notamment que tout groupe abélien de type fini est un produit fini de groupes monogènes.

## Définition
Un groupe abélien de type fini est un groupe abélien (c'est-à-dire un groupe dont la loi est commutative) de rang fini, c'est-à-dire engendré par une partie finie.

## Exemples
Les deux énoncés ci-dessous concernent les groupes de type fini, sans qu'il soit besoin de les supposer commutatifs, et sont très élémentaires :
- Tout produit fini de groupes de type fini est de type fini.
- Tout quotient d'un groupe de type fini est de type fini.

Une fois ces énoncés connus, on remarque que :
- Le groupe (Z, +) est de type fini, engendré par l'élément 1.
- Pour a entier strictement positif, (Z/aZ, +) est à son tour de type fini (et monogène, comme quotient).
- Pour l entier strictement positif Zl est de type fini, comme produit direct.
- Plus généralement, pour a1, a1,..., ak strictement positifs, et l positif ou nul, (Z/a1Z) x (Z/a2Z) x ... x (Z/akZ) x Zl est de type fini comme produit direct.

Comme indiqué plus bas dans l'article, ce dernier exemple décrit tous les groupes abéliens de type fini, en ce sens que tout groupe abélien de type fini est isomorphe à un groupe de la forme explicitée dans cet exemple.
Le groupe abélien (Q, +) des nombres rationnels n'est en revanche pas de type fini.

## Sous-groupes
Puisque Z est un anneau noethérien, tout Z-module de type fini est noethérien, c'est-à-dire :
- Tout sous-groupe d'un groupe abélien de type fini est de type fini[2].

Plus précisément, puisque Z est même principal, tout sous-groupe d'un groupe abélien libre de rang n est abélien libre de rang inférieur ou égal à n, donc :
- Tout sous-groupe d'un groupe abélien engendré par n éléments admet une partie génératrice ayant au plus n éléments.

## Théorème de structure
Les groupes abéliens de type fini peuvent être classifiés à isomorphisme près de façon tout à fait explicite. Plusieurs énoncés plus simples, conséquences du théorème de classification ou étapes de sa démonstration selon la méthode d'exposition choisie, méritent d'être isolés. Outre le cas particulier que constitue le théorème de structure des groupes abéliens finis on peut mentionner les deux résultats suivants :
- Tout groupe abélien de type fini est un produit fini de groupes monogènes[4] ;
- Un groupe abélien de type fini est sans torsion (si et) seulement s'il est abélien libre[5] (un groupe est dit sans torsion si son seul élément d'ordre fini est le neutre).

Voici deux variantes de l'énoncé du théorème de structure, qu'on peut déduire l'une de l'autre par application du théorème chinois :
Soit (G,+) un groupe abélien de type fini.
- Il existe un entier l ≥ 0 unique et une suite (q1, q2, … , qt) de puissances de nombres premiers, unique à réordonnancement près, pour lesquels on a l'isomorphie :

- Il existe un entier l ≥ 0 unique et une unique suite (a1, a2, … ,ak) d'entiers > 1 pour lesquels on a l'isomorphie :G ≃ (Z/a1Z) × (Z/a2Z) × … × (Z/akZ) x Zlavec la condition supplémentaire : aj + 1 divise aj pour tout j entier entre 1 et k – 1.

Les qi sont appelés les diviseurs élémentaires de G, et les aj ses facteurs invariants. L'entier l est parfois appelé le « rang (en) » (de groupe abélien) de G.
Une démonstration instructive de ce théorème repose sur l'utilisation de la forme normale de Smith des matrices à coefficients entiers. Un théorème analogue, plus général quoiqu'ayant essentiellement la même preuve, classifie les modules de type fini sur un anneau principal donné, voir à son sujet l'article « Théorème des facteurs invariants ».

## Applications
Comme les groupes abéliens de type fini sont des objets très familiers, ils ont la propriété d'apparaître dans de nombreuses branches et questions d'ordre mathématique, qui sont d'autant plus d'applications. On les retrouve dans quelques théorèmes et thèmes centraux en mathématiques, comme le théorème des unités de Dirichlet, le théorème de Mordell-Weil et la conjecture de Mordell, via la conjecture de Mordell-Lang, en géométrie arithmétique, l'homologie simpliciale des CW-complexes de type fini et le groupe de Néron-Severi en topologie algébrique, certains groupes de classes (K-groupes) comme celui des classes d'idéaux d'un corps de nombres, des classes de représentations sur C des groupes finis, ou le groupe des caractères d'un tore algébrique.
Dans un autre ordre d'idées, la notion de groupe abélien permet de manipuler des constructions comme le produit tensoriel la somme directe (et le produit), le Hom interne, et ces constructions conservent la propriété de finitude satisfaite par les groupes abéliens de type fini. Plus formellement, on obtient ainsi une catégorie stable par des opérations standard. Cela fournit un cadre commode à l'algèbre homologique, et la formation des groupes Tor et Ext.